# 武泰
武泰（528年正月—四月）是北魏的君主孝明帝元詡的第五个年号，共计5個月。女婴皇帝元氏、幼主元钊繼位后沿用。

## 纪年
| 武泰 | 元年  |
| ---- | ----- |
| 公元 | 528年 |
| 干支 | 戊申  |

## 參看
- 中国年号列表
- 同期存在的其他政权年号
  - 大通（527年三月—529年九月）：南朝梁梁武帝萧衍的年号
  - 真王（525年八月—528年二月）：北魏時期領導杜洛周年号
  - 神嘉（525年十二月—535年三月）：北魏時期領導劉蠡升年号
  - 隆緒（527年十月—528年正月）：北魏時期領導萧宝夤年号
  - 廣安（526年九月—528年九月）：北魏時期領導葛荣年号
  - 天授（527年七月）：北魏時期領導劉獲、鄭辯年号
  - 皇武：北魏時期領導劉擧年号
  - 甘露：高昌政权麴光年号